# Filipe Teixeira
Filipe de Andrade Teixeira (nacido el 2 de octubre de 1980 en París) es un futbolista profesional portugués que juega en el Steaua de Bucarest de la Liga I. Fue internacional sub-21 con Portugal y juega como centrocampista.

## Carrera profesional

### Primeros años
Teixeira comenzó su carrera con FC Felgueiras en la segunda división portuguesa, al que llegó a la edad de 18 años. Después de un récord personal de nueve goles en la temporada 2000-01, regresó a su país de nacimiento, Francia —sus padres eran inmigrantes portugueses— y firmó con el modesto club FC Istres.

### Paris Saint-Germain
A pesar de que apareció con moderación con el equipo de Bouches-du-Rhône en su única temporada, Teixeira se unió a la máxima categoría después de haber sido fichado por el Paris Saint-Germain, donde compartió equipo con el brasileño Ronaldinho, pero que contó muy poco durante su etapa con el club de la capital (18 partidos de liga en tres años, aunque solo dos los pasó con el equipo).
Teixeira luego regresó a Portugal, haciendo su debut en primera división con el União Leiria, en calidad de préstamo, y jugó junto a Hugo Almeida y Luís Filipe. Al final de la temporada, volvió al PSG, y se asoció con dos compatriotas más: Pauleta y Hugo Leal.
La siguiente temporada firmó con el Académica de Coimbra. Con los estudiantes, solo se perdió cinco partidos de liga en dos temporadas, ayudando al equipo a conseguir la salvación en sendas temporadas.

### West Bromwich Albion
Teixeira completó su fichaje por el West Bromwich Albion el 17 de julio de 2007 tras pagar el equipo inglés 600.000 libras al PSG, firmando un contrato de tres años. Hizo su debut en la pretemporada una semana más tarde contra Northampton Town, anotando dos goles. Su debut oficial se produjo en una derrota por 2-1 ante el Burnley, en la jornada inaugural de la temporada 2007-08.
Teixeira anotó su primer gol con el WBA en la victoria por 2-0 sobre el Barnsley, el 1 de septiembre de 2007. Sus actuaciones en el centro del campo durante ese mes le valió un lugar en la terna para el Jugador del Campeonato del mes, aunque el premio final fue a Darius Henderson del Watford.
El futbolista portugués se lesionó después de 18 minutos en una victoria por 3-0 ante el Plymouth Argyle a principios de marzo de 2008, tras un choque con Gary Sawyer. Las exploraciones iniciales sobre la rodilla del jugador sugirieron que había sufrido daño en el ligamento cruzado y era "probable que se pierda el resto de la campaña". El pronóstico resultó ser correcta y Teixeira volvió a Portugal para someterse a una operación, antes de la rehabilitación con su ex club del Académica. Cuando el Albion ascendió a la Premier League, contribuyó con cinco goles en 30 partidos.
El 31 de enero de 2010, habiendo aparecido apenas tras su regreso de una lesión con el WBA, Teixeira firmó por el Barnsley en calidad de préstamo hasta final de la temporada.

### Ucrania y Rumania
El 22 de junio de 2010 firmó por el equipo ucraniano del FC Metalurh Donetsk con un contrato de dos años, después de haber obtenido la carta de libertad del West Bromwich. Se asoció en el club con sus compatriotas China y Mário Sérgio. En febrero del año siguiente, sin embargo, fue cedido al FC Braşov de Rumania, durante seis meses. Jugó 12 partidos de liga con el FC Braşov, marcando un gol en la victoria 3-0 como visitante contra el FC Steaua Bucureşti.
Teixeira continuó en Rumania y en la Liga I para la temporada 2011-12, firmando con el FC Rapid Bucureşti.

## Trayectoria
| Club                 | País       | Año       |
| -------------------- | ---------- | --------- |
| FC Felgueiras        | Portugal   | 2003–2006 |
| FC Istres            | Francia    | 2006–2007 |
| Paris Saint-Germain  | Francia    | 2007–2008 |
| União Leiria         | Portugal   | 2009–2010 |
| Académica de Coimbra | Portugal   | 2010      |
| West Bromwich Albion | Inglaterra | 2011–2012 |
| Barnsley FC          | Inglaterra | 2012      |
| Metalurh Donetsk     | Ucrania    | 2012-     |
| FC Braşov            | Rumania    | 2012      |
| Rapid Bucureşti      | Rumania    | 2012-     |